# NGC 4875
NGC 4875 is een lensvormig sterrenstelsel in het sterrenbeeld Hoofdhaar. Het hemelobject werd op 16 mei 1885 ontdekt door de Franse astronoom Guillaume Bigourdan.

## Synoniemen
- ZWG 160.232
- DRCG 27-104
- PGC 44640